# Karolin Thomas
Karolin „Karo“ Thomas (* 3. April 1985 in Berlin-Lichtenberg) ist eine ehemalige deutsche Fußballspielerin.

## Karriere

### Vereine
Karolin Thomas begann 1993 bei der SG Prenzlauer Berg mit dem Fußballspielen. Über die Stationen Empor Hohenschönhausen, MSV Normannia 08 und Tennis Borussia Berlin gelangte sie 2004 zum 1. FFC Turbine Potsdam. Die größten Erfolge konnte die Studentin seit ihrem Wechsel nach Potsdam feiern. 2006 wechselte sie zum 1. FFC Frankfurt. Nach der Saison 2009/10 beendete sie verletzungsbedingt ihre Karriere, kehrte jedoch zum Ende der Zweitligasaison 2010/11 für einige Spiele zur zweiten Mannschaft des 1. FFC zurück.

### Nationalmannschaft
Thomas spielte für die U19-, U21- und U23-Nationalmannschaft des DFB und bestritt am 13. März 2006 in Faro im Turnier um den Algarve-Cup 2006 beim 1:0-Sieg über die Nationalmannschaft Norwegens im letzten Gruppenspiel ihr einziges Länderspiel für die A-Nationalmannschaft.

## Erfolge
- U-19-Weltmeisterin 2004
- Deutsche Meisterin 2006, 2007, 2008
- UEFA Women's-Cup-Siegerin 2005, 2008
- DFB-Pokal-Siegerin 2005, 2006, 2007, 2008
- Algarve-Cup-Siegerin 2006